# Khosro III van Armenië
Khosro III van Armenië (Armeens: Խոսրով Գ Կոտակ, Khosrov III Kotak) (ca. 295 - 339) was koning van Armenië van 330 tot zijn overlijden in 339. Hij wordt ook Khosro de Kleine genoemd.
Khosro werd koning als opvolger van zijn vader Tiridates IV van Armenië en stichtte in het begin van zijn regering de stad Dvin, later hoofdstad van het oude Armenië. Tijdens zijn bewind wordt de stemming in pro-Perzisch en anti-Romeinse en anti-christelijk. Ook is er veel verzet tegen de machtige positie van de familie Mamikonian. Dit resulteert in de moord op patriarch Aristakes (333) en een geslaagde inval van de Perzen onder Shapur II (335). Armenië moet daardoor enkele oostelijke provincies aan de Perzen afstaan. Tijdens de laatste jaren van zijn bewind is Armenië binnen de Perzische invloedssfeer.
De naam van zijn vrouw is niet bekend. Hij had ten minste drie kinderen:
- Tigranes VII, die hem zou opvolgen als koning
- de dochters Varazdoukht en Bambischen. Zij trouwden respectievelijk met Pap en At'anagenes, zoons van de patriarch Husik